# NGC 6846
NGC 6846 est un amas ouvert situé dans la constellation du Cygne. Il a été découvert par l'astronome français Édouard Stephan en 1873.
La taille apparente de l'amas est de 0,8 minutes d'arc, ce qui, compte tenu de la distance égale à environ 5 321 pc (∼17 400 al) et grâce à un calcul simple, équivaut à une taille réelle de 4 al.
Selon la classification des amas ouverts de Robert Trumpler, cet amas renferme moins de 50 étoiles (lettre p) dont la concentration est faible (IV) et dont les magnitudes se répartissent sur un petit intervalle (le chiffre 1),,. Le site Lynga indique que l'amas renferme 10 étoiles.

## Observation
La magnitude visuelle de 14,2 ne permet pas de voir cet amas à l'œil nu ni avec des jumelles. On doit utiliser un télescope dont l'ouverture est d'au moins 350 mm.

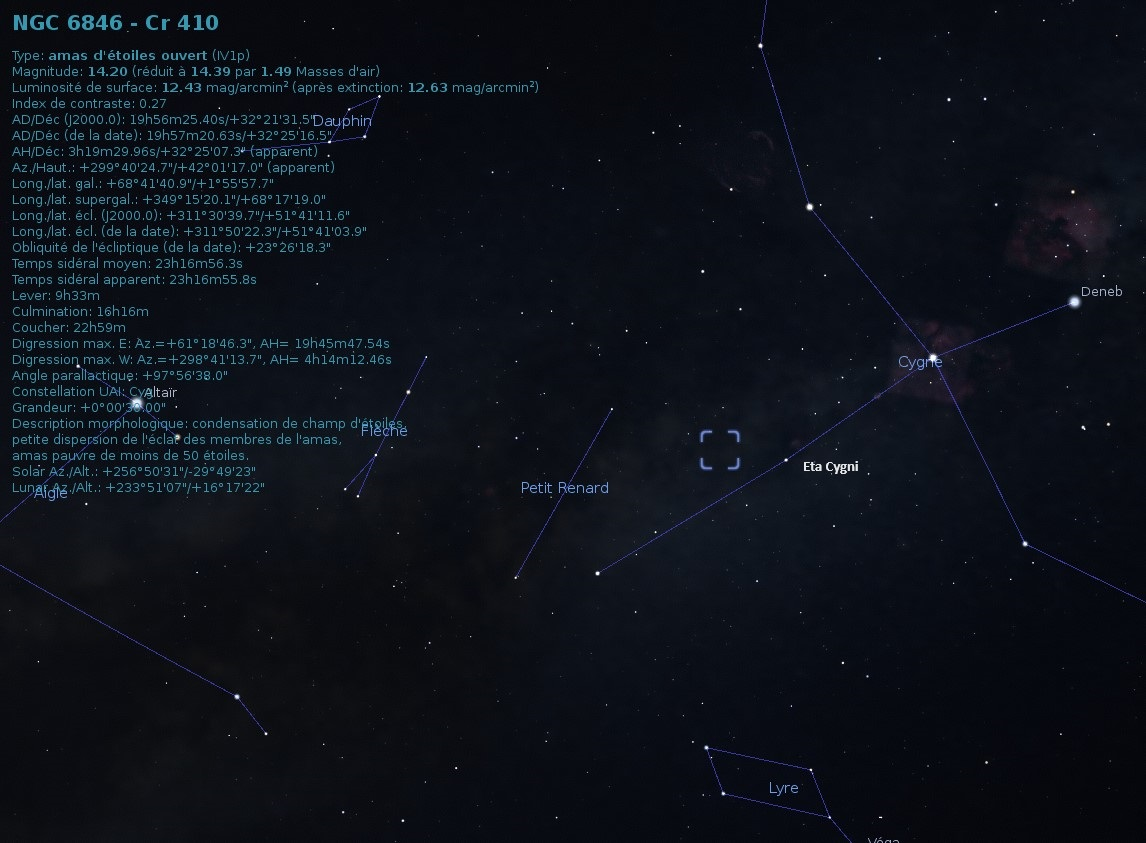
Emplacement de NGC 6846 dans la constellation du Cygne.

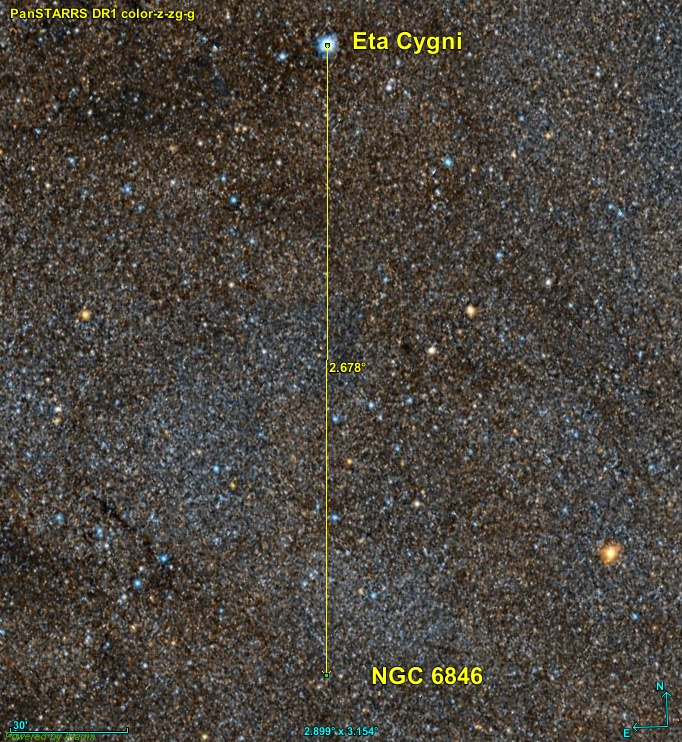
Position de NGC 6846 par rapport aux étoiles Gamma Sagittae et Alpha Vulpeculae.

NGC 6846 est à environ 2,7° presque directement au sud de l'étoile Eta Cygni.

## Caractéristiques

### Distance et vitesse
Une seule valeur égale à 5 321 pc est indiquée sur la base de données Simbad. Elle est basée sur les mesures de la parallaxe effectuées par le satellite satellite Gaia.
La grandeur de la vitesse radiale de l'amas a été rapportée dans deux publications récentes (2018 et 2021). Celle de 2018 est cependant beauoup plus précise étant aussi basée sur les mesures de Gaia, elle est égale à  −42,94 ± 2,41 km/s.

## Étoiles
Simbad montre un bouton nommé Children. En cliquant sur ce bouton, on atteint une section de cette base de données qui renferme un tableau contenant 91 entrées, cependant des étoiles apparaissent à deux ou même plusieurs plusieurs repises sur le tableau.  Une colonne de ce tableau indique la probabilité que l'étoile appartienne à l'amas. Le titre de la colonne permet de classer la probabilité par ordre croissant ou décroissant. En cliquant sur la désignation de l'étoile, on atteint la page de Simbad qui résume ses propriétés.